# Słupca (gmina wiejska)

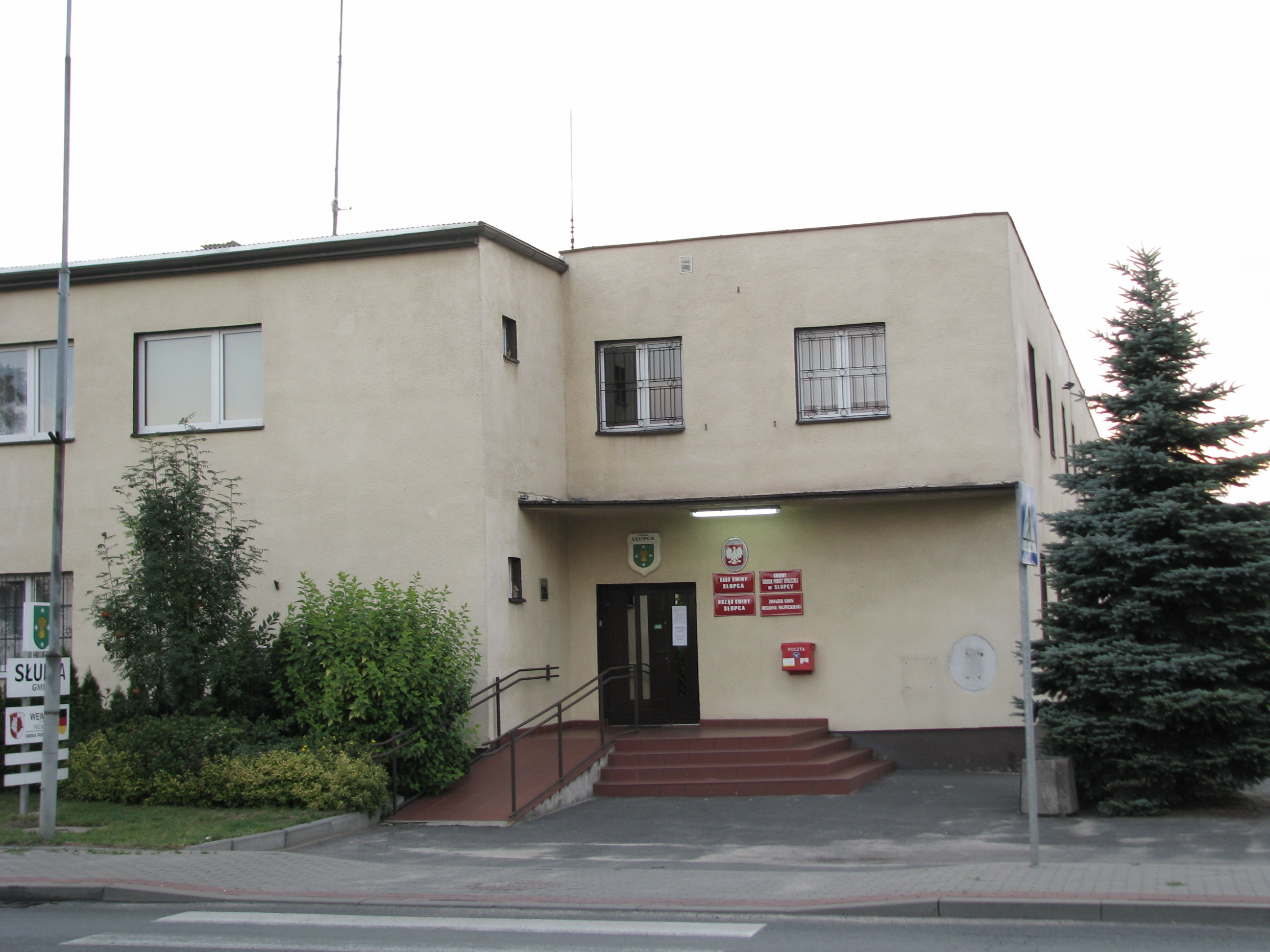
Budynek urzędu gminy

Słupca (do 1954 gmina Młodojewo) – gmina wiejska w województwie wielkopolskim, w powiecie słupeckim. W latach 1975–1998 gmina położona była w województwie konińskim.
Siedziba gminy to Słupca.
Według danych z 31 grudnia 2012 gminę zamieszkiwało 9256 osób. Natomiast według danych z 31 grudnia 2017 roku gminę zamieszkiwało 9239 osób.

## Struktura powierzchni
Według danych z roku 2002 gmina Słupca ma obszar 144,93 km², w tym:
- użytki rolne: 92%
- użytki leśne: 4%

Gmina stanowi 17,3% powierzchni powiatu.
Powierzchnia gminy wynosi 14.493 ha, w tym użytki rolne zajmują 11.477 ha, a tereny leśne i zadrzewione – tylko 676 ha. Na uwagę zasługuje duża powierzchnia wód – 460 ha. Ogromną większość, bo aż 85,6% powierzchni gminy stanowią tereny będące własnością osób fizycznych. Do Skarbu Państwa należy 13,2% gruntów. Rzeźba terenu gminy jest urozmaicona dzięki licznym wodom i różnicom w wysokości nad poziomem morza. Północna część gminy wraz z Jeziorem Powidzkim znajduje się w Rynnie Powidzko-Wilczyńskiej, położonej na Wysoczyźnie Gnieźnieńskiej. Teren przyległy do rynny jest bardzo urozmaicony – występują tu liczne pagórki morenowe, wysoczyzny morenowe płaskie oraz pola sandrowe, towarzyszące morenom czołowym zlodowacenia bałtyckiego, stadiału poznańskiego.

## Demografia

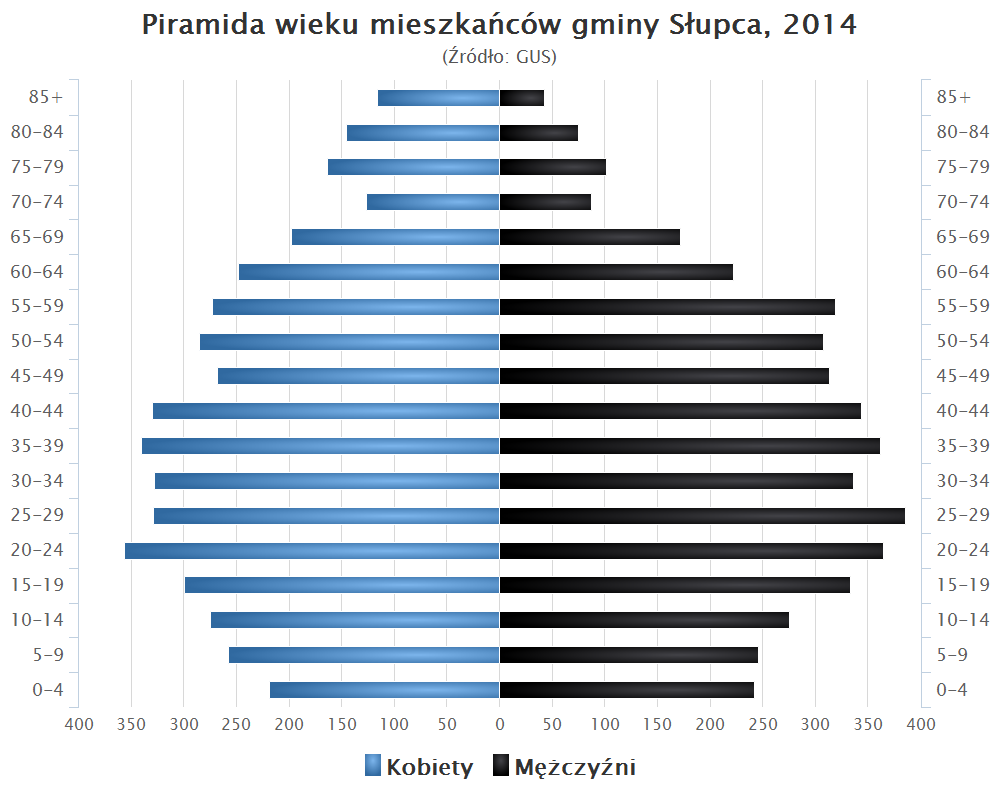
Piramida wieku mieszkańców gminy Słupca w 2014 roku

Dane z 31 grudnia 2012:
| Opis                              | Ogółem | Ogółem | Kobiety | Kobiety | Mężczyźni | Mężczyźni |
| --------------------------------- | ------ | ------ | ------- | ------- | --------- | --------- |
| jednostka                         | osób   | %      | osób    | %       | osób      | %         |
| populacja                         | 9256   | 100    | 4676    | 50,5    | 4580      | 49,5      |
| gęstość zaludnienia (mieszk./km²) | 63,9   | 63,9   | 32,3    | 32,3    | 31,6      | 31,6      |

## Zabytki

### Cienin Kościelny
- kościół pw. św. Katarzyny Aleksandryjskiej z XVIII w.

### Korwin
- cmentarz ewangelicki z I poł. XIX w. (nieczynny)

### Kochowo
- Cmentarz ewangelicko-augsburski z XIX w.
- zespół dworski z XIX/XX w.

### Koszuty
- kościół pw. św. Bartłomieja Apostoła z 1720 r.

### Kowalewo Opactwo
- kościół pw. św. Apostołów Piotra i Pawła z 1784 r. (restaur. 1862 r.)
- wiatrak kożlak z II poł. XIX w.

### Młodojewo
- kościół pw. św. Mikołaja z 1780 r.

### Młodojewo Parcele
- kuźnia z XIX w.

### Nowa Wieś
- zespół pałacowo-folwarczny z XIX w.

### Rozalin
- zespół dworski z XIX w.

### Żelazków
- zespół dworski z XIX / XX w.

## Edukacja
Zespoły Szkolno-Przedszkolne:
- Zespół Szkolno–Przedszkolny w Cieninie Kościelnym Szkoła Podstawowa im. Bohaterów Września 1939 r. Cieninie Kościelnym (siedziba zespołu)  Przedszkole Gminne w Cieninie Kościelnym
- Zespół Szkolno–Przedszkolny w Cieninie Zabornym  Szkoła Podstawowa im. Kazimierza Janickiego w Cieninie Zabornym (siedziba zespołu)  Przedszkole Gminne w Cieninie Zabornym
- Zespół Szkolno–Przedszkolny w Kotuni  Szkoła Podstawowa im. Ireny Kosmowskiej w Kotunii (siedziba zespołu)  Przedszkole Gminne w Kotuni
- Zespół Szkolno–Przedszkolny w Młodojewie  Szkoła Podstawowa im. Jana Pawła II w Młodojewie (siedziba zespołu)  Przedszkole Gminne w Młodojewie  Przedszkole Gminne w Piotrowicach

Szkoły podstawowe:
- Szkoła Podstawowa im. Józefa Wiktora Janika w Koszutach
- Szkoła Podstawowa im. Polskich Noblistów w Drążnej
- Szkoła Podstawowa w Kowalewie Opactwie

Biblioteki:
- Biblioteka Publiczna Gminy Słupca w Cieninie Zabornym
- Biblioteka Publiczna Gminy Słupca Filia w Cieninie Kościelnym
- Biblioteka Publiczna Gminy Słupca Filia w Młodojewie

## Koło Gospodyń Wiejskich
- Koło Gospodyń Wiejskich w Cieninie Kościelnym
- Koło Gospodyń Wiejskich w Kamieniu
- Koło Gospodyń Wiejskich w Gółkowie
- Koło Gospodyń Wiejskich w Kowalewie Opactwie
- Koło Gospodyń Wiejskich w Pokojach
- Koło Gospodyń Wiejskich w Rozalinie
- Koło Gospodyń Wiejskich w Korwinie
- Koło Gospodyń Wiejskich w Wierzbocicach
- Koło Gospodyń Wiejskich w Wilcznej
- Koło Gospodyń Wiejskich w Cieninie Zabornym
- Koło Gospodyń Wiejskich w Kotuni
- Koło Gospodyń Wiejskich w Marcewie
- Koło Gospodyń Wiejskich w Marcewku
- Koło Gospodyń Wiejskich w Młodojewie
- Koło Gospodyń Wiejskich Młodojewo Parcele
- Koło Gospodyń Wiejskich "Koszucianki" w Koszutach[6]

## Współpraca międzynarodowa
Gminy partnerskie:
- Weimar

## Sołectwa
Cienin Kościelny, Cienin-Kolonia, Cienin Zaborny, Drążna, Gółkowo, Kamień, Kąty, Kochowo, Korwin, Koszuty, Koszuty-Parcele, Kotunia, Kowalewo-Góry, Kowalewo-Opactwo, Kowalewo-Sołectwo, Marcewek, Marcewo, Młodojewo, Młodojewo-Parcele, Niezgoda, Nowa Wieś, Pępocin, Piotrowice, Pokoje, Poniatówek, Rozalin, Wierzbno, Wierzbocice, Wilczna, Wola Koszucka-Parcele.

## Pozostałe miejscowości
Benignowo, Bielawy, Borki, Cienin-Perze, Cienin Zaborny-Parcele, Czerwonka, Czesławowo, Grobla, Grzybków, Jaworowo, Józefowo, Kluczewnica, Koszuty Małe, Kowalewo-Parcele, Kunowo, Meszna, Michałowo, Młodojewo-Kolonia, Piotrowice-Parcele, Posada, Rokosz, Róża, Sergiejewo, Stara Wieś, Szkudłówka, Zaborze, Zacisze, Zastawie, Żelazków.

## Sąsiednie gminy
Golina, Kazimierz Biskupi, Lądek, Ostrowite, Powidz, Słupca (miasto), Strzałkowo